# Pithecheir
Pithecheir — рід гризунів з родини мишевих з Південно-Східної Азії — живе на Малайському півострові та на Яві.

## Морфологічна характеристика
Довжина голови і тіла від 122 до 180 мм, довжина хвоста від 157 до 215 мм і вага до 146 грамів. Хвіст чіпкий і майже безшерстий. Ноги пристосовані до деревного життя. Великий палець ноги має маленький ніготь і повністю протиставляється. П'ятий палець довгий, подушечки широкі. Великий палець, навпаки, зводиться до великого горбка.